# R-16 (tên lửa)
R-16 là loại tên lửa đạn đạo liên lục địa đầu tiên được Liên Xô triển khai thành công. Đối với phương Tây nó được biết đến dưới định danh của Nato là SS-7 Saddler, tại Nga, nó mang định danh của GRAU là 8K64.

## Mô tả
Tên lửa dài 30,4 m; đường kính 3,0 m và khối lượng phóng là 141 tấn. Tầm bắn tối đa là 11.000 km với trang bị đầu đạn nhiệt hạch đương lượng nổ 5-6 Mt và đạt tầm bắn 13.000 km với đầu đạn 3 Mt. Tên lửa có bán kính chính xác (CEP) là 2,7 km.

## Lịch sử

R-16

Trong quá trình phát triển, một thảm họa đã diễn ra vào buổi thử nghiệm phóng thử tên lửa ngày 24/10/1960 (thảm họa Nedelin-mang tên vị tướng đã chết trong buổi thử nghiệm), giết chết ít nhất 78 người có mặt gần bệ phóng.
Sau khi bị trì hoãn nhiều lần sau thảm họa, vốn đã giết chết nhiều kỹ sư làm việc trong dự án tên lửa; buổi phóng tên lửa đầu tiên diễn ra thành công vào ngày 2/2/1961. Các tính năng kỹ thuật ban đầu của tên lửa đã đạt được vào ngày 1/11/1961. Tên lửa R-16 được trang bị cho quân đội Liên Xô đến năm 1976, với số lượng tên lửa lớn nhất từng được triển khai là vào năm 1965, với 202 tên lửa. Liên Xô có ít hơn 50 tên lửa trong trang bị vào năm 1962 khi xảy ra cuộc khủng hoảng tên lửa Cuba. Người ta cho rằng vào đỉnh điểm của cuộc khủng hoảng, chỉ có khoảng 20 tên lửa được triển khai tại Cuba.
Tên lửa R-16 là loại tên lửa đạn đạo thuộc thế hệ đầu tiên của Liên Xô, và nó mang trên mình nhiều cải tiến so với thế hệ tên lửa trước đó là R-7 Semyorka. Tên lửa R-16 sử dụng chất đẩy hypergolic là sự kết hợp của nhiên liệu unsymmetrical dimethylhydrazine (UDMH) và chất Oxy hóa red fuming nitric acid (RFNA). Liên Xô ban đầu triển khai R-16 tại các bệ phóng mềm, vốn không có khả năng bảo vệ tên lửa trước các cuộc tấn công bằng hạt nhân. Khi không trực chiến, tên lửa được lưu trữ trong các hangar, và cần tốn từ một đến ba giờ đồng hồ để có thể đưa nó ra bệ phóng, nạp nhiên liệu và sẵn sàng phóng tên lửa. Tên lửa có thể ở trong trạng thái nạp đầy nhiên liệu chỉ trong vòng vài ngày do đặc tính ăn mòn của acid nitric. Sau đó, nhiên liệu phải được rút ra khỏi tên lửa, và quả tên lửa phải được đưa trở lại nhà máy để chế tạo lại. Thậm chí khi việc nạp nhiên liệu đã hoàn tất và tên lửa đang trong trạng thái báo động, R-16 cần thêm 20 phút để quay con quay hồi chuyển trong hệ thống dẫn đường trước khi có thể được phóng đi. Tuy vậy, tên lửa R-16 vẫn là loại tên lửa liên lục địa đầu tiên được đưa vào triển khai đầy đủ ở Liên Xô.
Kể từ năm 1963 trở đi, một số tên lửa phiên bản phóng từ silo R-16U được chế tạo, với khoảng 69 giếng phóng đi vào hoạt động. Tuy nhiên mỗi tổ hợp phóng bao gồm ba silo được tập hợp lại với nhau, cho phép chúng sử dụng một hệ thống tiếp nhiên liệu chung, khiến bệ phóng R-16 có thể bị tấn công chỉ bằng một tên lửa duy nhất của Mỹ.
Hệ thống điều khiển tên lửa được thiết kế bởi OKB-692 (Kharkiv, Ukraine).

## Vận hành
Liên Xô
Lực lượng tên lửa chiến lược Liên Xô.